# Марш-кидок (фільм)
«Марш-кидок» (англ. «Марш-бросок») — російський воєнний фільм режисера Миколи Стамбули про другу російсько-чеченську війну. Головну роль виконав син режисера — Володимир Стамбула (під псевдонімом Володимир Волга). Прем'єрою фільму є 20 лютого 2003 року.

## Сюжет
Молода людина, вихованець дитячого будинку Олександр Буйда, прагне потрапити на російсько-чеченську війну, щиро вірячи, що саме там його місце, і в цих важких умовах він зможе проявити себе. Пройшовши підготовку, Олександр потрапляє у повітряно-десантні війська і вирушає назустріч суворим випробуванням, які чекають на війні. Подолавши всі перешкоди, пізнавши біль втрат, головний герой знаходить своє кохання, знаходить будинок, де на нього чекатимуть, куди він повернеться з війни.
Епілог: «Тім, хто стояв, стоїть і буде стояти на захисті нашої Батьківщини.»

## Акторський склад
| Актор                                                    | Роль                               |
| -------------------------------------------------------- | ---------------------------------- |
| Володимир Стамбула (у титрах — Володимир Волга)          | сержант Олександр Буйда            |
| Євген Косирєв                                            | молодший сержант Володимир Федотов |
| Ольга Чурсіна                                            | Маша Федотова                      |
| Федір Смирнов                                            | Хасан Ісмаїлов чеченський командир |
| Олександр Балуєв                                         | генерал Таманов командир           |
| Олександр Фісенко                                        | Толян, сержант                     |
| Сергій Гармаш                                            | батько Федотова                    |
| Марат Гацалов                                            | чеченський солдат                  |
| Михайло Жигалов                                          | Воєнком                            |
| Вадим Цаллати                                            | Арбі                               |
| Олександр Карамнов                                       | Хмильов                            |
| Олександр Дедюшко                                        | офіцер                             |
| Віктор Степанов                                          | Хромов                             |
| Мухтарбек Кантемиров                                     | Старійшина                         |
| Марія Шалаєва                                            | Іра подруга Маші                   |
| Олександр Прудніков (Жмакін; актор озвучки Дмитро Дюжев) | Ілля тутешній хуліган              |

## Саундтрек
- «Кіно» — Звезда по имени Солнце
- Тату — Нас не догонят
- Джо Сатріані — «Эхо» (1987)
- Артемій Артем'єв — саундтрек з фільму «Фанат»

## Трансляція
- Фільм вперше показали на «Першому каналі» на 23 лютого 2004 року в російське свято — День захисника вітчизни. Далі на тому ж каналі фільм йшов із 2005 по 2011 рік.
- З 2012 року повторюється по «Дім Кіно».
- Також транслювався «П'ятим каналом» та іншими.

## Продовження
У 2013 році вийшов фільм «Марш-кидок: Особливі обставини», у 2015 — «Марш-кидок: Полювання на Мисливця». Головного героя цих фільмів також звати Олександр Буйда (його зіграв Ілля Соколовський), але вони ніяк не пов'язані з оригінальним фільмом «Марш-кидок», бувши його своєрідним продовженням.